# غويلرمو رودريغيز غونزاليس
غويلرمو رودريغيز غونزاليس (بالإسبانية: Guillermo Javier Rodríguez Gonzalez)‏ هو نبال إسباني، ولد في 7 فبراير 1960 في نارون في إسبانيا.